# Evja
Evja – wieś w zachodniej Norwegii, w okręgu Sogn og Fjordane, w gminie Vågsøy. Miejscowość leży na południowym brzegu zatoki  Skavøypollen - odnogi fiordu Nordfjord. Najbliższą miejscowością leżącą w odległości około 1 km od wschodu jest Skavøypollen zaś od centrum administracyjnego gminy Måløy dzieli odległość 8 km. Nieopodal miejscowości leży wyspa Furøy. 
Evja jest wymieniona w źródłach historycznych pochodzących z XVI wieku.